# Georg Bühler
Johann Georg Bühler (Borstel, 19 juli 1837 - Lindau, 8 april 1898) was een Duits historicus, taalkundige en indoloog, die de talen en de rechtspraak uit de Indiase Oudheid bestudeerde.
Bühler studeerde Sanskriet, Perzisch, Arabisch en archeologie aan de universiteit van Göttingen. Hij promoveerde in 1858 op grond van een studie naar het Grieks. Daarna werkte hij voor twee jaar in Londen als privéleraar en bibliothecaris. In 1863 werd hij echter hoogleraar in de taalkunde aan het Elphinstone College in Bombay. Naast zijn werk studeerde hij intensief Sanskriet, een taal die hij vrijwel vloeiend beheerste. In 1880 keerde hij terug naar Europa om aan de universiteit van Wenen hoogleraar in de Indische filologie en archeologie te worden. Hij bleef tot zijn dood in Wenen werkzaam.
In zijn tijd in Brits-India was hij samen met Franz Kielhorn uitgever van de Bombay Sanskrit Series, een wetenschappelijk tijdschrift gericht op de Indische taalkunde. Ook vertaalde en becommentarieerde hij delen van de Panchatantra, een bundel fabels uit de Indische Oudheid. Bühler zocht en kocht oude Indische manuscripten op. Wegens zijn goede beheersing van het Sanskriet stond hij in hoog aanzien onder Indische geleerden, die hem toegang tot hun verzamelingen verleenden. Hij zond manuscripten naar andere Duitse geleerden, zoals Albrecht Weber of Hermann Jacobi, als hij zelf geen tijd had ze te bestuderen.
Bühler hield zich naast het vertalen van antieke geschriften bezig met het Oud-Indische recht. Hij vertaalde de Manusmriti, de sociale leefregels en rechtspraak in de klassieke Indiase maatschappij. Het werk werd uitgegeven als onderdeel van Max Müllers Sacred Books of the East. Bühlers leerboek voor het Sanskriet ("Leitfaden für den Elementarkurs des Sanskrit") gold aan het einde van de 20e eeuw als een standaardwerk.